# Len
Pour les articles homonymes, voir Len (homonymie).
Le Len est une rivière du sud de la France dans le département de l'Aveyron et un sous-affluent de la Garonne par le Dourdou de Camarès et le Tarn.

## Géographie
De 16,8 km de longueur, il prend sa source dans le Massif central sur la commune de Saint-Affrique dans le département de l'Aveyron dans le Parc naturel régional des Grands Causses et se jette dans le Dourdou sur la commune de Broquiès.

## Départements et communes traversées
En Aveyron il traverse Saint-Izaire, Broquiès, Calmels-et-le-Viala, Les Costes-Gozon et Saint-Affrique.

## Principaux affluents
- Ruisseau du Riviéral, 4,3 km.
- Ruisseau de Dalix, 4,3 km.
- Ruisseau de Soubayrol, 3,2 km.